# Symplocos atjehensis
Symplocos atjehensis är en tvåhjärtbladig växtart som beskrevs av Nooteboom. Symplocos atjehensis ingår i släktet Symplocos och familjen Symplocaceae. Inga underarter finns listade i Catalogue of Life.